# Блиадзе, Отари Ильич
Отари Ильич Блиадзе (род. 1928 в селе Сакире, Боржомский район) — советский строитель, новатор производства, Герой Социалистического Труда (1971).

## Биография
Член КПСС с 1958 года.
В 1949—1969 гг. — строитель, бригадир на стройках ГЭС, туннелей, дорог и жилых массивов в Грузинской ССР. С 1963 года — на строительстве Ингурской гидроэлектростанции, бригадир проходчиков Ингуригэсстроя Министерства энергетики и электрификации СССР, Грузинская ССР. Бригада Блиадзе первой освоил строительство тоннелей больших сечений.
Делегат XXII съезда КПСС. Он был награждён двумя орденами Ленина.